# ألكسندر نوبل
ألكسندر نوبل (بالألمانية: Alexander Nübel) (مواليد 30 سبتمبر 1996) هو لاعب كرة قدم ألماني ، يلعب حاليًا لنادي موناكو الفرنسي معاراً من بايرن ميونخ الألماني في مركز حراسة المرمى.

## روابط خارجية
- ألكسندر نوبل على موقع الاتحاد الأوربي (الإنجليزية)
- ألكسندر نوبل على موقع إي إس بي إن إف سي (الإنجليزية)
- ألكسندر نوبل على موقع قاعدة بيانات كرة القدم.إي يو (الإنجليزية)
- ألكسندر نوبل على موقع ليكيب (الفرنسية)
- ألكسندر نوبل على موقع Soccerbase.com (لاعب) (الإنجليزية)
- ألكسندر نوبل على موقع Soccerway.com (الإنجليزية)
- ألكسندر نوبل على موقع عالم كرة القدم.نت (الإنجليزية)
- ألكسندر نوبل على موقع كووورة
- ألكسندر نوبل على موقع AS.com (الإسبانية)